# جوت‌ها

شبه‌جزیر یوتلاند، خاستگاه جوت‌ها

جوت‌ها، لوتی یا لوته مردمی از نژاد ژرمن بودند. بنابر نظر سینت بید، جوت‌ها یکی از سه قوم نیرومند میان اقوام ژرمن در عصر آهن اسکاندیناوی به شمار می‌رفتند. دو قوم دیگر ساکسون‌ها و آنگل‌ها بودند.
بسیاری بر این باورند که خاستگاه جوت‌ها شبه‌جزیرهٔ یوتلاند (لوتوم در لاتین) و بخشی از کرانه‌های فریزیای شمالی است. امروزه شبه‌جزیرهٔ یوتلاند شامل سرزمین دانمارک و شلزویگ جنوبی در آلمان می‌شود. فریزیای شمالی نیز بخشی از آلمان است.
جوت‌ها در اواخر سدهٔ ۴ میلادی و در طول دورهٔ مهاجرت‌ها، به جنوب بریتانیا یورش برده و در آنجا ساکن شدند. این مهاجرت‌ها بخشی از جریان بزرگ مهاجرت و سکونت قبایل ژرمن در جزایر بریتانیایی بود.